# Solenostoma hirticalyx
Solenostoma hirticalyx là một loài rêu tản trong họ Jungermanniaceae. Loài này được (Stephani) R.M. Schust. ex Váňa, Hentschel & J. Heinrichs miêu tả khoa học lần đầu tiên năm.